# Paragliding World Cup
Paragliding World Cup ou (PWC) é a Copa do Mundo de Paraglide (ou parapente) que é realizada anualmente desde 1992.
Em 2003, o brasileiro Frank Brown conquistou o vice-campeonato mundial. Esta é, até hoje, a melhor posição já conquistada por um brasileiro.
A cidade brasileira de Governador Valadares é a cidade que mais recebeu edições da Copa do Mundo de Parapente.

## Lista dos Campeões
- 1992: Uli Wiesmeier (Alemanha)
- 1993: Richard Gallon (França)
- 1994: Jimmy Pacher (Itália)
- 1995: Hans Bollinger (Suíça)
- 1996: Christian Tamegger (Áustria)
- 1997: Jimmy Pacher (Itália)
- 1998: Peter Lüthi (Suíça)
- 1999: Kari Eisenhut (Suíça)
- 2000: Andy Hediger (Suíça)
- 2001: Patrick Bérod (França)
- 2002: Alex Hofer (Suíça)
- 2003: Achim Joos (Alemanha)
- 2004: Oliver Rössel (Alemanha)
- 2005: Christian Maurer (Suíça)
- 2006: Christian Maurer (Suíça)
- 2007: Christian Maurer (Suíça)
- 2008: Andy Aebi (Suíça)
- 2009: Charles Cazaux (França)
- 2010: Yann Martail (França)
- 2011: Peter Neuenschwander (Suíça)
- 2012: Aaron Durogati (Itália)
- 2013: Francisco Javier Reina Lagos (Espanha)
- 2014: Maxime Pinot (França)
- 2015: Stefan Wyss (Suíça)
- 2016: Aaron Durogati (Itália)
- 2017: Michael Sigel (Suíça)
- 2018: Pierre Remy (França)